# カブラレス
カブラレス、ケソ・デ・カブラレス (Cabrales, Queso de Cabrales) は、スペインのアストゥリアス地方東部で生産されるブルーチーズ。名前は村の名前カブラレス (en:Cabrales)に由来する。特徴としてはその原料乳が挙げられる。基本的に無殺菌の牛乳を使うのだが、季節によってヒツジあるいはヤギ、もしくはその両方の乳も追加で混入される。春から夏にかけてはその両方が追加され、都合3種類の乳の混合で作成されることにより、年間でももっとも美味とされるカブラレスが完成する。
アオカビはカードに人工的に注入せず、熟成に際して用いる洞窟内で自然に外側から内部へとカビが付いて行く。
熟成においてはかつてはカエデの葉で包み熟成（および販売も）されていたが、現代ではそのような手法は用いられていない。これは衛生上の理由による。PDOの要件としてはアルミホイルによる梱包・販売が求められている。ちなみに、熟成に際して蛆虫やダニを用いるという根拠不明の話もあるが、これは全くの出鱈目である。
香りはきつく、味は「素朴」ながら「刺激的」であり、「通好み」と評される。